# 山下一貴
山下 一貴（やました いちたか、1997年7月29日 - ）は、日本の陸上競技選手。専門は長距離走・マラソン。長崎県長崎市出身。三菱重工マラソン部所属。

## 経歴・人物
- 長崎市立滑石中学校、瓊浦高等学校から駒澤大学に進学。2年次から台頭し、駅伝メンバー入り。安定した走りとスタミナが特徴的で、箱根駅伝では3年連続でエース区間2区を担当した[1]。
- 駒澤大学卒業後は、三菱重工マラソン部に所属 [2]（入社時の三菱日立パワーシステムズ（MHPS）マラソン部から改称）[3]。
- 2021年2月の第76回びわ湖毎日マラソンで初マラソンに挑戦。2時間08分10秒は、藤原正和が2003年に記録した従来の初マラソン日本記録を上回った[4]。
- 2度目のマラソンとなる2022年2月、第10回大阪マラソン・第77回びわ湖毎日マラソン統合大会では、2時間07分42秒で2位。2023年のマラソングランドチャンピオンシップ（2024年パリオリンピック選考会）への出場権を獲得[5] 。さらに、2022年アジア競技大会男子マラソン日本代表に選出された[6]が、コロナ禍の影響で開催が延期になったことに伴い、代表は内定解除となった[7] 。
- 東京マラソン2023では、32km付近から先頭集団を引っ張り、最後は日本人トップ争いを制して7位[8] 。日本歴代3位（当時）となる2時間05分51秒を記録し、2023年世界陸上競技選手権大会代表に選出された。
- 日本代表としての初レースとなった、2023年世界陸上競技選手権大会・男子マラソンでは、入賞を狙う冷静な走りと終盤の追い上げで40キロ地点を5位で通過した。しかし両脚が痙攣するアクシデントで失速、11位でゴールした[9][10]。
- レース中とは対照的な笑顔は「イチタカスマイル」と呼ばれている。2度目のマラソンでは、35キロ過ぎ先頭集団で笑みをこぼす場面がテレビで中継された[11]。

## 駅伝戦績

### 大学駅伝
| 学年               | 出雲駅伝                    | 全日本大学駅伝              | 箱根駅伝                          |
| ------------------ | --------------------------- | --------------------------- | --------------------------------- |
| 1年生 （2016年度） | 第28回 出走なし             | 第48回 出走なし             | 第93回 出走なし                   |
| 2年生 （2017年度） | 第29回 出走なし             | 第49回 8区-区間7位 59分20秒 | 第94回 2区-区間13位 1時間09分58秒 |
| 3年生 （2018年度） | 第30回 不出場               | 第50回 8区-区間2位 58分43秒 | 第95回 2区-区間9位 1時間08分09秒  |
| 4年生 （2019年度） | 第31回 1区-区間2位 24分23秒 | 第51回 8区-区間3位 58分06秒 | 第96回 2区-区間13位 1時間08分18秒 |

### 実業団駅伝
| 年                     | 大会                               | 区間     | 区間順位 | 記録          | チーム順位 |
| ---------------------- | ---------------------------------- | -------- | -------- | ------------- | ---------- |
| 2020年度 （入社1年目） | 第57回九州実業団対抗毎日駅伝大会   | 1区      | 7位      | 37分08秒      | 2位        |
| 2020年度 （入社1年目） | 第65回全日本実業団対抗駅伝競走大会 | 5区      | 4位      | 46分56秒      | 6位        |
| 2021年度 （入社2年目） | 第58回九州実業団対抗毎日駅伝大会   | 7区      | 2位      | 47分25秒      | 2位        |
| 2021年度 （入社2年目） | 第66回全日本実業団対抗駅伝競走大会 | 5区      | 4位      | 48分39秒      | 4位        |
| 2022年度 （入社3年目） | 第59回九州実業団対抗毎日駅伝大会   | 出走なし | 出走なし | 出走なし      | 6位        |
| 2022年度 （入社3年目） | 第67回全日本実業団対抗駅伝競走大会 | 5区      | 9位      | 46分30秒      | 4位        |
| 2023年度 （入社4年目） | 第60回九州実業団対抗毎日駅伝大会   | 出走なし | 出走なし | 出走なし      | 6位        |
| 2023年度 （入社4年目） | 第68回全日本実業団対抗駅伝競走大会 | 5区      | 24位     | 49分03秒      | 5位        |
| 2024年度 （入社5年目） | 第61回九州実業団対抗毎日駅伝大会   | 2区      | 4位      | 54分13秒      | 6位        |
| 2024年度 （入社5年目） | 第69回全日本実業団対抗駅伝競走大会 | 2区      | 19位     | 1時間03分24秒 | 7位        |

### その他
| 年                | 大会                                         | 区間 | 区間順位 | 記録     | チーム順位 |
| ----------------- | -------------------------------------------- | ---- | -------- | -------- | ---------- |
| 2015年（高校3年） | 第66回全国高等学校駅伝競走大会               | 3区  | 6位      | 30分43秒 | 16位       |
| 2019年（大学3年） | 第24回天皇盃全国都道府県対抗男子駅伝競走大会 | 7区  | 8位      | 38分04秒 | 5位        |
| 2020年（大学4年） | 第25回天皇盃全国都道府県対抗男子駅伝競走大会 | 7区  | 22位     | 38分10秒 | 22位       |

## マラソン全成績
| 開催年月日     | 大会                                                 | 順位 | 記録          | 備考                                                                      |
| -------------- | ---------------------------------------------------- | ---- | ------------- | ------------------------------------------------------------------------- |
| 2021年2月28日  | 第76回びわ湖毎日マラソン                             | 18位 | 2時間08分10秒 | 初マラソン                                                                |
| 2022年2月27日  | 第10回大阪マラソン・第77回びわ湖毎日マラソン統合大会 | 2位  | 2時間07分42秒 | 大会新・自己ベスト更新・MGC出場権獲得                                     |
| 2023年3月5日   | 東京マラソン2023                                     | 7位  | 2時間05分51秒 | 日本人トップ・自己ベスト更新・日本歴代3位・世界選手権代表候補派遣設定突破 |
| 2023年8月27日  | 2023年世界陸上競技選手権大会（ブダペスト）           | 11位 | 2時間11分19秒 | 日本人トップ                                                              |
| 2023年10月15日 | マラソングランドチャンピオンシップ                   | 32位 | 2時間14分11秒 | パリオリンピック男子マラソン代表選考レース                                |
| 2024年3月3日   | 東京マラソン2024                                     | 46位 | 2時間17分26秒 |                                                                           |
| 2025年3月2日   | 東京マラソン2025                                     | 40位 | 2時間12分34秒 |                                                                           |

## 自己ベスト
| 種目           | 記録          | 年月日         | 大会                                       |
| -------------- | ------------- | -------------- | ------------------------------------------ |
| 5000m          | 13分47秒83    | 2022年5月4日   | 第33回ゴールデンゲームズinのべおか         |
| 10000m         | 28分31秒89    | 2018年11月24日 | 関東学連10000m記録挑戦競技会               |
| 10マイル       | 46分40秒      | 2024年12月1日  | 第49回熊本甲佐10マイル公認ロードレース大会 |
| ハーフマラソン | 1時間02分36秒 | 2019年3月10日  | 第22回日本学生ハーフマラソン選手権         |
| マラソン       | 2時間05分51秒 | 2023年3月5日   | 東京マラソン2023                           |